# Winkler Judit
Winkler Judit (Kolozsvár, 1925. január 10. – Kolozsvár, 1985. március 26.) erdélyi magyar történész, numizmatikai szakíró.

## Életútja
Származása és a faji törvények miatt magántanulóként járt középiskolába Kolozsváron, 1944-ben azonban tanulmányait félbe kellett szakítania. Deportálták Auschwitzba, onnan a sziléziai wüstegiersdorfi munkatáborba került nővérével együtt. 1945. május 9-i felszabadulásuk után visszatértek az országba. Különbözeti vizsga után 1948-ban érettségizett Kolozsvárt a Zsidó Líceumban. Tanulmányait 1948–52 között a Bolyai Tudományegyetemen, földrajz–történelem szakon folytatta. Már ekkor ókori numizmatikával foglalkozott, az államvizsga utáni kutatási területe is ugyanez maradt. 1966-ban doktorált a bukaresti egyetemen a római kori Dácia pénzforgalmáról írott disszertációjával.
1951-ben, negyedéves egyetemi hallgatóként került a kolozsvári Történelmi és Régészeti Intézethez: itt tudományos kutató, majd főkutató volt nyugdíjazásáig (1981).
1958–71 között szerkesztőbizottsági tagja a Kolozsvári Történelmi Múzeum évkönyvének (Anuarul Institutului de Istorie din Cluj), ezenkívül tagja a Romániai Numizmatikai Társaságnak és a Klasszikus Tudományok Kutatási Társaságának.

## Tudományos munkássága
Mintegy 90 tanulmánya, szakközleménye jelent meg. Több régészeti kutatáson vett részt (az Ajtontól Medgyesig terjedő antik települések feltárása, malomfalvi, orsovai kutatások), 1969–73 között ő vezette a csákói régészeti kutatásokat (eneolitikus, dák, római kori település, avar temető), elvégezte a Potaissa és Napoca közti római út pontos azonosítását. Eredményeit hazai szaklapokban közölte (Acta Musei Napocensis, Apulum, Studii şi Cercetări de Istorie Veche, Studii şi Cercetări de Istorie Veche şi de Arheologie, Potaissa, File de Istorie). Egyik tanulmányában (Procesul romanizării în lumina monumentelor epigrafice şi sculpturale din aşezările rurale ale provinciei Dacia. Studii şi Cercetări de Istorie Veche şi de Arheologie 1974. 497–515) kifejtette, hogy az egykori Dácia területén lévő falvakban lakó rómaiak számának aránya arra enged következtetni, hogy a rómaiak nem voltak honosak e vidéken, hanem ideiglenesen laktak itt, azaz katonák, adminisztrációval foglalkozó személyek voltak.
Életművének java az éremtan körébe tartozik. Az ókori görög, római, dák, géta numizmatika szakterületébe tartozó tanulmányai hazai és külföldi szaklapokban jelentek meg (Studii de Cercetări Numismatice, Cercetări Numismatice, Acta Archaeologica Carpathica – Krakkó, stb.). Részt vett a Robert Forrer jeles németországi numizmatikus szerkesztésével megjelent kétkötetes szakkönyv (Keltische Numismatik der Rhein- und Donaulande. Graz, 1969) összeállításában, amely a kelta pénzverés történetét foglalta össze a Duna és a Rajna menti országokban. Ebben ő írta a Bulgáriáról, Jugoszláviáról, Magyarországról és Romániáról szóló részt. Éremtani munkásságának gerincét a dák érmészet kutatása képezi. Vizsgálta a görög érméknek a dák pénzrendszerben elfoglalt helyét, a dák pénzverés eljárásait, az úgynevezett Koson-érméket, elkülönítette az érmék típusait, elterjedési területüket. Számos római pénzleletet közölt, elemezte az antoninianusok értékét, a dáciai római pénzforgalmat.
Ezenfelül publikált néhány középkori numizmatikai felfedezést, ill. tanulmányozta az erdélyi pénzverés és -forgalmazás történetét. 1981-ben már nyomdakészen állt Huszár Lajossal és Pap Ferenccel közös kötete, az Erdélyi éremművesség a 16–18. században, amelynek megjelenését azonban a cenzúra megakadályozta. A könyv – Pap Ferenc utólagos kiegészítéseivel – csak halála után, 1996-ban jelenhetett meg.
Kifejezetten magyar vonatkozású tanulmányai (Szathmári Pap Mihály numizmatikai munkássága, Lészay Dániel éremgyűjteménye, a gyulafehérvári Batthyáneum éremgyűjteménye, erdélyi éremleletek Téglás István feljegyzéseiben) jórészt román szaklapokban olvashatók. Kemény  József éremgyűjteménye és numizmatikai érdeklődése c. írása a Numizmatikai Közlönyben, 1964-ben jelent meg. Emellett a hazai román nyelvű szaklapokban magyarországi numizmatikai tanulmányokról, könyvekről közölt ismertetéseket.

## Válogatás éremtani munkásságából
- Descoperiri de monede antice în Transilvania. Studii şi Cercetări Numismatice (1958. 401–412);
- Despre activitatea numismatică a lui Michael Pop Szatmari (1747–1812) (uo. 1960, 433–447);
- Note despre colecţia monetară a lui Daniel Leszay. Studii de Cercetări Numismatice (uo. 1960. 451–463);
- Circulaţia monetară la Apulum. Acta Musei Napocensis (1965. 215–256);
- Monede poloneze din secolele XV-XVII în Transilvania. Acta Musei Napocensis (1966. 197–211);
- Monede cehe şi morave în tezaure monetare medievale din Transilvania (Pap Ferenccel, Apulum 1968);
- Consideraţii despre moneda Koson. Studii şi Cercetări de Istorie Veche (1972/2. 173–199);
- Colecţia monetară a bibliotecii Batthyaneum (Apulum 1975. 35–48);
- Le portrait du prince régnant dans l’art monétaire de la Transylvanie aux XVIe – XVIIe siècles (in: La numismatiques, source de l’art et de l’histoire des idée. Bukarest, 1981. 88–93).

Az említett köteteken kívül társszerzője, társszerkesztője a Kolozs megyei régészeti leletek repertóriumának (posztumusz): Repertoriul arheologic al judeţului Cluj (szerk. Ion Horaţiu Crişan, [Kolozsvár], 1992).